# Чезине (Беневенто)
Чезине је насеље у Италији у округу Беневенто, региону Кампанија.
Према процени из 2011. у насељу је живело 542 становника. Насеље се налази на надморској висини од 365 м.